# 光武镇
光武镇，是中华人民共和国安徽省阜阳市界首市下辖的一个乡镇级行政单位。

## 行政区划
光武镇下辖以下地区：
南街社区、北街社区、东街社区、西街社区、杨寨村、李庙王村、黄寨村、小李庄村、段庄村、刘寨村、金庄村、郭寨村、苗桥村和徐寺村。